# Charles Julian Bishko
Charles Julian Bishko (Nueva York, 6 de octubre de 1906 - 2002) fue un historiador y medievalista estadounidense, especializado en el estudio de la península ibérica medieval.
Es autor en solitario de las obras Studies in Medieval Spanish Frontier History (1980) y Spanish and Portuguese Monastic History, 600-1300 (1984), además de ser coautor de Medieval Studies: A Bibliographical Guide (1983), junto a Everett U. Crosby y Robert L. Kellog, y Charting Democracy in America: Landmarks from History and Political Thought (1995), junto a Alfred Fernbach.
En Studies in Medieval Spanish Frontier History describió al sistema de pastoreo en Castilla y Andalucía durante la Baja Edad Media como «el primer sistema auténtico de ranchos en el mundo». Esta obra incluye un estudio sobre Fernando I denominado «Fernando I and the origins of the Leonese-Castilian alliance with Cluny», del que Richard Fletcher sin embargo afirmó que «no todas sus conclusiones son aceptables». Bishko ha sido señalado como uno de los tres historiadores que impulsaron el estudio de la ganadería en Castilla, junto a Julius Klein y Reyna Pastor. Según Rodríguez-Picavea, Bishko habría propuesto la existencia de una competencia «encarnizada» entre los ganaderos trashumantes de la meseta norte y los propietarios de pastos de la submeseta sur. Antes de su muerte donó su archivo a la Universidad de Virginia.